# 4キッズエンタテインメント
4キッズエンタテインメント（NYSE: KDE）（4Kids Entertainment、一般略称は4キッズ）は、かつて存在したアメリカ合衆国の、テレビ番組・映画制作会社である。
この企業は、世界のあらゆるところから子供向けのエンターテイメントの獲得・制作およびライセンス授与に特化している。『ポケットモンスター』や『遊☆戯☆王』といった日本のアニメ作品のメディア展開の権利を使って、何十億ドルもの利益を上げたことでも知られている。また、FOXで、4キッズTV（4Kids TV）という子供向けの番組区分で放送されている。4キッズエンタテインメントの本社はニューヨーク市マンハッタン 6番街にあり、同じくマンハッタンには、子会社である4キッズプロダクションがある。

## 歴史
この会社はThunderCatsの制作者の一人である、 Mike Germakianと、『G.I.ジョー』やCaptain Action といったフィギュア制作に携わったスタン・ウェストン（Stan Weston）によって、1970年4月28日にLeisure Conceptsとしてニューヨーク市に設立された。設立当初はライセンス事業を手掛けていた。Mike Germakianは当時この会社の主事（secretery）を務めており、その一方でウェストンは社長を務めていたが、アルフレッド・カーンが社長の座についてからは会長になった。1980年、Leisure Conceptsは実在の人物や製品・コンセプトに関するライセンスを行った。この時実際に扱ったものの中にはファラ・フォーセットやチャーリーズ・エンジェルも含まれていた。1987年、 Leisure Conceptsは映画『スター・ウォーズ』シリーズのマーケティングについての契約を結んだ。『スター・ウォーズ』の成功を受けて、Leisure Conceptsはゲームやアクションフィギュア、衣服、トレーディングカードといった商品を売り出していった。同年、任天堂の米国法人と契約を結び、こちらでも成功を収めた。1995年11月7日社名を現在の4キッズエンタテインメントに変更した。2012年、経営破綻を受けて4キッズエンタテインメントは4Licensing Corporationに再合併された。2016年9月21日、4Licensing Corporationは第11章の破産を申請した。2017年2月7日に破産計画が発効し、その後直ちに業務を停止した。最後に、4Licensing Corporationが2度目の破産を申請した後、ウェブサイトwww.4licensingcorp.comは完全に閉鎖された。4キッズの元CEOであるアルフレッド・カーンは、2019年にキッドテイジャス・エンターテインメントという後継会社を設立した。

### 上場廃止
2010年6月1日、ニューヨーク証券取引所は4キッズエンタテインメントの上場廃止を決定した。

### 遊戯王ライセンス停止問題、経営破綻、そして資産分割へ
2011年3月29日、テレビ東京と日本アドシステムズは、4キッズエンタテインメントがファニメーションやマジェスコ・エンターテインメントを含む複数の会社と、テレビアニメ『遊戯王』について不法に同意を結んだとして、訴訟を起こした。テレビ東京はその不法な同意で4キッズがライセンサーであるテレビ東京などに支払うべきだった、およそ480万ドルのライセンス料を不当に隠し、支払いを逃れたためと主張している。2011年3月30日、テレビ東京は4キッズエンタテインメントから『遊戯王』のライセンスを停止した、なお、この中にファニメーション・エンタテインメントやマジェスコ・エンターテインメントは含まれなかった。
2011年4月6日、4キッズエンタテインメントは連邦倒産法第11章を申請し、経営破綻した。なお、法廷審問は2011年5月31日に行われることになっている。ただし、4キッズエンタテインメントは多くの現金資産を有しているため、債務超過にはなっておらず、取引相手に対する支払いもきちんと行われている。
4キッズ社はアサツー ディ・ケイに対し、遊戯王シリーズ、特にシリーズ最新作である『遊☆戯☆王ZEXAL』を、2011年6月14日にライセンシング・インターナショナル・エキスポで販売するのを延期してほしいとコメントしている。
また、これとは別に、2011年8月15日の決算発表にて、2012年12月5日まで4キッズはThe Pokémon Company Internationalからも監査請求を受け、契約の見直しを求められていることも明らかにした。
2012年6月28日、4キッズは、遊戯王のライセンス関連の資産をコナミの関連会社である4K Aqationとサバン・ブランドの関連会社Kidsco Media Venturesに売却した。このとき、サバンは地上波の放送局であるThe CWの土曜朝の放送枠5時間分および、4キッズが東映アニメーションやファニメーションとの間で結んでいた『ドラゴンボール』シリーズや『ソニックX』などに関する契約を結んだ。なお、2012年12月13日に経営破綻が終わり、2013年1月より、『遊☆戯☆王デュエルモンスターズ』はThe CWのほかにもニックトゥーンで放送されることが決定している。

## 4キッズのライセンス事業と制作事業
4キッズエンタテイメントは、『ポケットモンスター』や『遊☆戯☆王』といった人気のあるテレビゲームやテレビ番組から、イギリス空軍までのおもちゃ製作、さまざまなメディアのライセンス獲得、グッズ開発・販売を行っている。
4キッズは男女問わず、子供や若者をターゲットにした番組のライセンス獲得を中心に行っている。
ライセンス事業は『格闘料理伝説ビストロレシピ』や『シャーマンキング』といった日本のアニメの英語版制作や、『Winx Club』や『Chaotic』、バック・トゥ・ザ・フューチャー アニメーションシリーズといった西洋の作品の放送など、さまざまなものを対象にしている。
多くの番組は、地方局での放送や、専門番組区分である「4キッズTV」で放送することが許可されている。
典型的なことに、4キッズは『Di-Gata Defenders』といった打ち切りになった作品の著作権を持ち続けたり、制作面において、売り上げなどが番組の存亡に関わってくると思われている。
この企業はまた、カレンダーである『The Dog』や『Cabbage Patch Kids』のおもちゃなど、アニメを基にしていない製品においても、多くのライセンスを持ち、商品開発を精力的に行っている。

## 作品
- カオティック

## テレビ放映

### 4キッズTV
FOXのFox Family Worldwideをディズニーが購入したことによってFox Kidsが廃止された。2002年1月末、4キッズエンタテイメントはフォックスとUS$1000000000USドルで、4年間土曜日の朝にアニメを放送する契約を行い、2002年9月14日、4キッズTV（当時はFoxBoxと呼ばれていた）を放送開始した。
2005年に番組名を「4キッズTV」に変更。
4キッズエンタテイメントは番組区分全体の責任者となり、収入のほとんどは広告によるものである。その後、4キッズエンタテインメントはFOXとの契約を終了し、2008年末までにFOXから放送枠を撤退すると発表した。そして2008年12月27日をもってFOXでの4Kids TVの放送を終了した。
ライセンスの多くは4キッズエンタテイメントが分配し、4キッズTVは子会社である4キッズプロダクションが運営している。1992年に設立され、2012年に設立終了した以来、4キッズプロダクションはテレビ放送権、上映権、ホームビデオに関する権利、そして音楽に関する権利を扱っており、4キッズTVの運営も任されている。

### キッズWB買収
2007年8月2日、ワーナー・ブラザースとCBSは、キッズWBという番組区分を共同で運営し、CWテレビジョンネットワークでの放送を2008年9月までに終了し、子供のための広告制作、市場の厳しさ、ケーブル放送との競争激化などの理由で、これ以上社内で制作およびマーケティングは行わないと発表した。
日曜日の朝の5時間の放送枠の権利は、4キッズが買い取り、4キッズのオリジナル番組とキッズWBの番組を2008年9月から放送し始めた。このこともあって、4キッズは2008年と2009年の間、4キッズTVが撤退する2008年12月27日までThe CWとFOXの双方で番組を放送していた。

### The CW4Kidsから、オンライン配信開始まで
2008年5月24日からThe CW4Kidsという新しい放送枠が開始され、2010年8月14日からはToonzaiへと名称変更され、その後2012年8月18日に終了した。その際、『おジャ魔女どれみ』や、『さいころボット コンボック』、『古代王者 恐竜キング Dキッズ・アドベンチャー』、『ソニックX』、『ドラゴンボール改』、 Viva Piñata、『遊☆戯☆王デュエルモンスターズ』、『遊戯王5D's』といった番組も加えられた。4キッズTVはオンライン限定配信に合わせて撤退したとしているにもかかわらず、この放送枠は、インターネット配信に合わせてThe CW4Kidsの名前のままで放送を続けている。4キッズは『遊☆戯☆王デュエルモンスターズ』や『ソニックX』の放送をこの放送枠で続けている。また、アメリカ合衆国のニコロデオンでも『ドラゴンボール改』の放送を開始した。なお、Toonzaiという名前はThe CW4Kidsの愛称ではあるが、キッズWBで2001年7月から2002年6月まで放送されていたカートゥーン ネットワークのアクションアニメ放送枠である"Toonami"と名前が似ている。

### アメリカ国外での4キッズ
イギリスやアイルランドでは、いくつかの4キッズTVで配信されているアニメ（『遊☆戯☆王』や『ポケットモンスター』シリーズも含む）は、エンターテイメントチャンネルSky Oneの同意のもと、たいてい朝に放送されている。（BスカイBはFOXと協力関係にあり、BスカイBの親会社はニューズ・コーポレーションである）4キッズの番組を見ることのできる、他のチャンネルは、イギリスではCITV、ジェティックス、ニコロデオンやカートゥーン ネットワークで、アイルランドでは RTE 2で、ドイツではRTL 2である。

## その他事業

### 4サイト・ライセンシング・ソリューションズ・インク
2006年4月18日、4キッズは、4サイト・ライセンシング・ソリューションズ・インクという子会社を立ち上げると発表した。4サイトは大人やティーンエイジャー、そして11歳から12歳の子供を対象にした市場でのブランド作りやライセンス事業を行う。
4キッズのCEOであるアルフレッド・カーンいわく、「子供の心を魅了し、成功の見込みのある感動的なエンターテイメント作品のリストはもうできている。」 「年長の視聴者をターゲットにした、数多くのブランドを与えられ、われわれはこれらのブランドのマーケティングやライセンスの事業に重きを置き、新しい子会社を作ったほうがよいと感じた。われわれは必然的にメディアやキャラクターに追い詰められることのない年長のユーザー向けの商品のブランドを作るため、マーケティングとライセンスの事業をうまく利用できるとも信じている。」とのことであった。

### マイクロソフトとの関係
13歳以上を対象としたゲームが市場を寡占する中、2006年1月17日4キッズとマイクロソフトは、より子供向けのゲームを増やそうと、マイクロソフトと子供向けのXbox 360のソフトを独占的に作るというライセンス契約を結んだ。
このとき発表された第1弾のタイトルの中には、レアが開発した『あつまれ!ピニャータ』もあった。

## 4キッズエンタテインメントに関する論争およびトラブル

### アニメ作品の編集
4キッズエンタテインメントの経営陣は、番組が北米市場でもヒットするためにも、アニメを西洋化する努力をしていると述べている。
ほとんどの作品において4キッズは広範囲にわたって手を加えている。4キッズが努力しているのは、人名や台詞、音楽や食べ物、そしてアメリカ人視聴者にとってわかりにくかったり彼らにとって攻撃的なステレオタイプを改編している。4キッズは、タバコや銃といった挑発的なアイテムを飴や水鉄砲に変えたり、宗教的シンボルや子供にとって暴力的または性的すぎる場面をカットしたりしている。例えば、『遊☆戯☆王』においてキャラクターが死んでしまうシーンは、英語版では"Shadow Realm"（闇の世界）に送られるということになっている。また、『ONE PIECE』からは多くの暴力シーンがカットされ、『ポケットモンスター』シリーズにおいてはいくつかの話が放送されなかった。
4キッズのCEO、アルフレッド・カーンはインタビューを受けた際、どのようにしてアニメやその他番組を購入するのを決めているのかと聞かれ、「物事を見極めるには人気の問題もあるが、売買する価値があるかどうかというのも問題である。つまり、作品自体にライサセンスを与えることができるかどうかや作品を基にした商品のライセンスを与えることができるかどうか、ということである。これはわれわれにとって重要な問題で、放送形態や人気度、売買の問題というのもある。もしわれわれが番組を売買できなかったら、われわれにとってそれはどうでもよいものになってしまう。」と答えた。また、彼はそのインタビューの中で4キッズによる再収録や再編集、最記録などを商業的に成功させるためには、仕方のないことであるとも語っている。
4キッズエンタテイメントはこの主張に対し、もしアニメファンがアメリカで放送されるこの番組を見たいと思ったらそのとき2つの方法によって視聴できるという事実を受け入れるだろう、と考え、このような主張に対してはとても冷静に受け止めている。
暴力および不適切な描写に手を加えているにもかかわらず、保守的な道徳団体は、4キッズで放送されている番組を批判し続けている。たとえば、2006年3月にペアレンツ・テレビジョン・カウンシルが出した論文では、子供向け番組における暴力表現として、4キッズが編集を行った『シャーマンキング』を槍玉に上げていた。L. Brent Bozellもまた、自分の週刊コラムにおいて、『シャーマンキング』は不必要な"文化的な地雷"が多すぎる子供向け番組の一例としていた。